# 2011 HL103
2011 HL103, também escrito como 2011 HL103, é um objeto transnetuniano que está localizado no Cinturão de Kuiper, uma região do Sistema Solar. Este corpo celeste está em uma ressonância orbital de 3:5 com o planeta Netuno. Ele possui uma magnitude absoluta de 7,9 e tem um diâmetro estimado com cerca de 116 km.

## Descoberta
2011 HL103 foi descoberto no dia 28 de abril de 2011 pelo New Horizons KBO Search.

## Órbita
A órbita de 2011 HL103 tem uma excentricidade de 0,169 e possui um semieixo maior de 42,345 UA. O seu periélio leva o mesmo a uma distância de 35,172 UA em relação ao Sol e seu afélio a 49,517 UA.